# Goju-ryu
Gōjū-ryū (剛柔流) er en stilart indenfor kampsporten karate, der er udviklet på Okinawa. Den er en af de mest udbredte stilarter sammen med shotokan, wado-ryu og kyokushin.
 Der er for få eller ingen kildehenvisninger i denne artikel, hvilket er et problem. Du kan hjælpe ved at angive troværdige kilder til de påstande, som fremføres i artiklen.